# Grands Magasins de la Bourse
De Grands Magasins de la Bourse was een Belgische warenhuisketen die bestond van 1872 tot het faillissement in 1972.
De keten had filialen in Brussel, Antwerpen, Brugge, Luik, Namen, Elsene en Bergen.

## Geschiedenis
de Grands Magasins de la Bourse werd opgericht door de familie Thiéry uit Morfontaine in Lotharingen. Oorspronkelijk waren zij werkzaam als colporteurs van stoffen, maar in 1841 openden zij een eerste winkel in Saint-Ghislain. Daarna volgden meerdere winkels. In de jaren '60 van de negentiende eeuw opende de broers François en Felix Thiéry een warenhuis in een aantal panden aan de Kiekenmarkt in Brussel. 
Vanwege planologische ontwikkelingen moesten de panden wijken. De gebroeders Thiéry bouwden hierop een nieuw warenhuis aan een vrijgekomen perceel aan de Anspachlaan onder de naam 'François Thiéry et Cie'. Omdat op korte afstand van het warenhuis een nieuw beursgebouw in ontwikkeling was veranderde men de naam in 'Grands Magasins de la Bourse'. 
In 1884 kwam het warenhuis in handen van de groep Silas Guillon et Cie. In 1898 wordt het bedrijf omgezet in een naamloze vennootschap, de 'Société Anonyme des Grands Magasins de la Bourse'.
In de jaren '60 werkte de keten samen met de Franse warenhuisketen Galeries Lafayette op het gebied van inkoop zodat men de inkoopprijzen bij de producenten kon drukken. In ruil hiervoor verkreeg de Franse keten een belang van 20 %.
In 1972 ging de warenhuisketen failliet.

## Voormalige filialen (alfabetisch)
Antwerpen
Het filiaal in Antwerpen werd geopend in oktober 1922 aan de Meirplaats 33. Het was gehuisvest in een door Victor Horta ontworpen pand waarin voordien het warenhuis À l'Innovation was gehuisvest. Dit warenhuis verhuisde echter naar een ander locatie. Het gebouw aan de Meirplaats werd in opdracht van de Grands Magasins de la Bourse aangepast door de architect J. Dierick. In de daarop volgende jaren vonden er nog diverse aanpassingen plaats. In de jaren '50 werd de art-nouveaugevel vervangen door een gevel met veel glas in de stijl van de Expo van 1958. In 1977 werd ook deze weer vervangen door Peek en Cloppenburg dat dat zijn intrek nam in het pand.
Bergen
In Bergen opende het warenhuis in 1958 een filiaal.
Brugge
In Brugge heeft een filiaal bestaan aan het Theaterplein 48. Dit filiaal voerde waarschijnlijk geen volledig assortiment, maar beperkte zich tot kleding en stoffen.
Brussel
Het vlaggenschip van de warenhuisketen was het filiaal aan de Anspachlaan in Brussel. Het filiaal werd in 1872 geopend.
Elsene
In Elsene werd in 1960 een nieuw filiaal geopend aan de Elsense Steenweg 69. Het was een ontwerp van André en Jean Polak. Het pand bestaat uit een stalen skelet dat op een aantal pijlers steunt om een zo groot mogelijke visuele ruimte te krijgen. De winkel had een sous-sol en twee verdiepingen. De benedenverdieping had een oppervlakte van zo'n 1.400 m². Tegenwoordig is C&A in het pand gevestigd.
Luik
In Luik werd in 1957/1958 een filiaal geopend.
Namen